# Ysleta del Sur Pueblo
Ysleta del Sur Pueblo (o Isleta del Sur), conosciuta anche come Tigua Pueblo, è una riserva indiana statunitense situata presso El Paso, in Texas. Fu fondata nel 1682 dai frati francescani e dagli indiani Tigua in fuga dal Messico a causa di una recente insurrezione contro gli Spagnoli. Essa costituisce perciò il primo insediamento europeo in Texas, anche se lo era solo in parte. Attualmente è una riserva abitata dai Tigua e nell'aprile 2008 contava 1.615 abitanti.
La lingua ufficiale della riserva è lo spagnolo, che sostituì la lingua indigena intorno agli inizi del XX secolo.